# 41ª Armata combinata delle guardie
La 41ª Armata combinata delle guardie (in russo 41-я гвардейская общевойсковая армия?, 41-ja gvardejskaja obščevojskovaja armija; unità militare 44424) è una formazione delle Forze terrestri russe, facente parte del Distretto militare centrale e con base a Novosibirsk, capoluogo dell'omonima regione.

## Storia
La 41ª Armata, in conformità con la direttiva del Quartier Generale del Comando supremo delle forze armate (Stavka) del 14 maggio 1942, fu formata sulla base del quartier generale del gruppo operativo di truppe del Fronte di Kalinin.
Il compito principale dell'armata era di impedire l'avanzata delle forze tedesche a nord e a nord-est della città di Belyj e privarle dell'opportunità di minacciare la retroguardia della 39ª Armata. Nel marzo-aprile 1943 l'armata completò il compito assegnatogli e le sue formazioni furono trasferite alla 39ª e 43ª armata del fronte di Kalinin.

### Riorganizzazione
Sulla base del decreto presidenziale del 27 luglio 1998 n. 900 e dell'ordine del Ministro della Difesa della Federazione Russa, il 1º dicembre 1998, sulla base dell'amministrazione del Distretto militare siberiano (SibVO), è stata riformata l'amministrazione della 41ª Armata combinata con sede a Novosibirsk. Nel settembre 2010, con l'abolizione dello SibVO, la giurisdizione dell'armata è passata al neocostituito Distretto militare centrale.

### Guerra russo-ucraina
A partire dalle prime ore del 24 febbraio 2022 elementi della 41ª Armata hanno invaso l'Ucraina, attraversando il triplice confine di Sen'kivka e lanciando l'offensiva verso Kiev. Secondo quanto riferito unità dell'armata, tra cui la 35ª Brigata fucilieri motorizzata delle guardie, la 74ª Brigata fucilieri motorizzata delle guardie e la 55ª Brigata fucilieri motorizzata da montagna, hanno operato nei pressi della città di Černihiv per tutto febbraio e marzo 2022.
Il secondo vice comandante dell'armata, maggior generale Andrej Suchoveckij, è stato ucciso da un cecchino ucraino durante la battaglia per l'aeroporto di Hostomel' il 28 febbraio 2022.
Il 18 dicembre 2023 l'armata ha ottenuto il titolo onorifico di unità delle guardie.
L'8 gennaio 2024 il 10º Reggimento difesa NBC ha ottenuto il titolo onorifico di unità delle guardie. Il 19 gennaio 2024 è stato ucciso in combattimento il comandante della 60ª Compagnia specnaz dell'armata, maggiore Aleksej Bojko. Secondo documenti dell'armata ottenuti dall'intelligence ucraina, al 1º giugno 2025 la formazione ha perso più di 18.000 soldati tra morti, dispersi e disertori. Durante il resto dell'estate 2025 le unità dell'armata hanno continuato a combattere a sud Pokrovs'k e Myrnohrad.

## Ordine di battaglia attuale
Nel 2024 l'armata comprende:
- 35ª Brigata fucilieri motorizzata delle guardie "Volgograd-Kiev" (unità militare 41659)
- 55ª Brigata fucilieri motorizzata da montagna delle guardie (unità militare 55115)
- 74ª Brigata fucilieri motorizzata delle guardie "Zvenigorodka-Berlino" (unità militare 21005)
- 137ª Brigata fucilieri motorizzata "Ural" (unità militare 01591)
- 120ª Brigata artiglieria delle guardie "Volgograd" (unità militare 59361)
- 61ª Brigata missilistica contraerea delle guardie (unità militare 31466)
- 119ª Brigata missilistica delle guardie (unità militare 49547)
- 35ª Brigata comando "Tallinn" (unità militare 57849)
- 106ª Brigata logistica (unità militare 72154)
- 10º Reggimento difesa NBC delle guardie (unità militare 55121)
- 24º Reggimento genio (unità militare 44424)
- 40º Reggimento genio delle guardie (unità militare 14330)
- 341º Reggimento comunicazioni delle guardie (unità militare 73762)
- 57º Battaglione artiglieria pesante (unità militare 57445)
- 72º Battaglione specnaz (unità militare 75231)[14]
- 273º Centro di comando intelligence (unità militare 53847)
- 868º Posto di comando difesa contraerea

## Comandanti

### Unione sovietica
- Maggiore generale German Tarasov (maggio 1942 - dicembre 1942)
- Maggiore generale Ivan Managarov (dicembre 1942 - marzo 1943)
- Maggiore generale Iosif Popov (marzo 1943 - aprile 1943)

### Federazione Russa
- Tenente generale Aleksandr Morozov (luglio 1998 - giugno 2001)
- Tenente generale Vladimir Kovrov (giugno 2001 - luglio 2003)
- Maggiore generale Sergej Bunin (luglio 2003 - agosto 2004)
- Tenente generale Arkadij Bachin (ottobre 2004 - gennaio 2006)
- Tenente generale Aleksandr Galkin (gennaio 2006 - aprile 2008)
- Maggiore generale Sergej Istakov (Maggio 2008 - Giugno 2009)
- Tenente generale Vasilij Tonkoškurov (giugno 2009 - ottobre 2013)
- Tenente generale Khasan Kaloev (ottobre 2013 - gennaio 2016)
- Tenente generale Aleksej Zaviz'on (gennaio 2016 - novembre 2018)
- Maggiore generale Jakov Rezancev (novembre 2018 - agosto 2020)
- Tenente generale Sergej Ryžkov (agosto 2020 - in carica)